# Chupa Chups
Chupa Chups — іспанська компанія, що виробляє однойменні цукерки на паличці. Заснована в 1958 році Енріке Бернатом. Нині належить нідерландсько-італійській транснаціональній корпорації Perfetti Van Melle. Назва походить від іспанського дієслова «chupar», що означає «смоктати».

## Історія
На початку 50-х років ХХ ст. Енріке Бернат працював на фабриці яблучного варення "Granja Asturias".  Після того, як він підняв ідею створення льодяників, інвестори покинули підприємство. Бернат перебрав компанію в 1958 році і перейменував її в Chupa Chups. Він створив виробниче обладнання і почав продавати смугасті цукерки на дерев'яній паличці по одній песеті за штуку.   
Бернат відчував, що в той час солодощі не були призначені для дітей. Власникам магазинів було наказано розміщувати Chupa Chups біля каси в межах досяжності дитячих рук, замість звичайного розміщення за прилавком.  
Компанія Chupa Chups мала успіх. Протягом п’яти років солодощі Берната продавались у 300 000 торгових точках. Палички перших цукерок були зроблені з дерева, але пізніше компанія перейшла на пластикові палички. Після закінчення доби Франкістської Іспанії (1939 — 1975) приватна компанія, яка перебувала на самозабезпеченні перейшла на міжнародний ринок. У 1970-х льодяники з'явилися в Японії та в країнах Південно-Східної Азії, таких як Індонезія, Сінгапур, Філіппіни та Малайзія, а також Індія та Австралія. У 1980-х роках компанія розширилася на європейський та північноамериканський ринки, а в 1990-х — на більшість країн Азії, включаючи Південну Корею. У Китаї їх виробляв Tatagum у Панью, поблизу Гуанчжоу. Станом на 2003 рік 4 мільярди льодяників на рік продаються 150 країнам. Компанія має 2000 співробітників, здійснює 90 відсотків продажів за кордоном та має оборот 500 000 000 євро.   
У 1991 році Бернат передав офіційний контроль над компанією своєму синові Хавьєру. Дочірній бренд/компанія Smint була заснована в 1994 році.    
У липні 2006 року компанію повністю придбала італійська група Perfetti Van Melle.

## Маркетинг
Логотип компанії Chupa Chups був створений сюрреалістом Сальвадором Далі. Першим символом був логотип зі слоганом «És rodó i dura molt, Chupa Chups», що перекладається з каталонської як "Це кругле і довговічне". Пізніше для реклами товару наймали таких знаменитостей, як Мадонна. 
У 1980-х роках падіння народжуваності зменшило кількість неповнолітніх споживачів. Компанія намагалась привернути увагу дорослих споживачів гаслом проти куріння "Smoke Chupa Chups". Гаслом компанії було "Киньте палити, почніть смоктати", а їхні упаковки пародіювали дизайн пачок сигарет. Деякі упаковки пародіюють обов’язкові чорно-білі попереджувальні наклейки запроваджені Європейським Союзом, але з повідомленням «Смоктання не вбиває».
Chupa Chups спонсорував відеоігру Zool у 1992 році. Її логотип мав напис "Солодкий світ".
У 1995 році Chupa Chups стала першою цукеркою, відправленою на космічну станцію "Мир".  
У період з 2000 по 2003 рік Chupa Chups був головним спонсором сорочок англійської футбольної команди Шеффілд Венсдей.   
Chupa Chups доступні на стійці реєстрації будь-якого готелю Springhill Suites безкоштовно для будь-якого гостя, дитини чи дорослого.    